# Sordariomycetes
Sordariomycetes é uma classe de fungos do subfilo Pezizomycotina (Ascomycota), consistindo de 15 ordens, 64 famílias, 1119 géneros, e 10564 espécies.
Geralmente, os Sordariomycetes produzem os seus ascos em corpos frutíferos periteciais.
Sordariomycetes são também conhecidos como Pyrenomycetes, do grego πυρἠν - 'caroço de fruta' - devido à textura algo dura usual nos seus tecidos.
Sordariomycetes apresentam grande variabilidade na morfologia, forma de crescimento e habitat. Geralmente com corpos frutíferos periteciais, os ascomas podem ser menos frequentemente clistoteciais (como nos géneros Anixiella, Apodus, Boothiella, Thielavia, Zopfiella), os corpos frutíferos podem ser solitários ou gregários, superficiais ou imersos no estroma ou tecidos dos substratos e podem ser de cor clara a brilhante ou preta. Os membros deste grupo podem crescer no solo, excrementos, folhas caídas, e madeira em decomposição como decompositores, sendo também parasitas fúngicos, e patógenos vegetais, humanos ou de insetos.

## Génerosincertae sedis
Os 108 géneros de Sordariomycetes seguintes têm uma colocação taxonómica incerta (incertae sedis), segundo o 2007 Outline of Ascomycota. Um ponto de interrogação antes do nome do género significa que a colocação do género nesta ordem é incerto.
Abyssomyces —
Acerbiella —
Acrospermoides —
Ameromassaria —
Amphisphaerellula —
Amphisphaerina —
Amphorulopsis —
Amylis —
Anthostomaria —
Anthostomellina —
Apharia —
Apodothina —
Apogaeumannomyces —
Aquadulciospora —
Aquamarina —
Aropsiclus —
Ascorhiza —
Ascoyunnania —
Assoa —
Aulospora —
Azbukinia —
Bactrosphaeria —
Barrina —
Biporispora —
Bombardiastrum —
Brenesiella —
Byrsomyces —
Byssotheciella —
Caleutypa —
Calosphaeriopsis —
Caproniella —
Chaetoamphisphaeria —
Ciliofusospora —
Clypeoceriospora —
Clypeosphaerulina —
Cryptoascus —
Cryptomycina —
Cryptovalsa —
Cucurbitopsis —
Curvatispora —
Dasysphaeria —
Delpinoëlla —
Diacrochordon —
Dontuzia —
Dryosphaera —
Endoxylina —
Esfandiariomyces —
Frondisphaera —
Glabrotheca —
Heliastrum —
Hyaloderma —
Hydronectria —
Hypotrachynicola —
Iraniella —
Khuskia —
Konenia —
Kravtzevia —
Kurssanovia —
Lecythium —
Leptosacca —
Leptosphaerella —
Leptosporina —
Lyonella —
Mangrovispora —
Melomastia —
Microcyclephaeria —
Mirannulata —
Monosporascus —
?Naumovela —
?Neocryptospora —
Neolamya —
Neothyridaria —
Oceanitis —
Ophiomassaria —
Ornatispora —
Pareutypella —
Phomatospora —
Phyllocelis —
Plectosphaerella —
Pleocryptospora —
Pleosphaeria —
Pontogeneia —
Porodiscus —
Protocucurbitaria —
Pulvinaria —
Pumilus —
Rehmiomycella —
Rhamphosphaeria —
Rhizophila —
Rimaconus —
Rhopographella —
Rhynchosphaeria —
Rivulicola —
Romellina —
Saccardoëlla —
Sarcopyrenia —
Sartorya —
Scharifia —
Scoliocarpon —
Scotiosphaeria —
Servaziella —
Sporoctomorpha —
Stearophora —
Stegophorella —
Stellosetifera —
Stomatogenella —
Strickeria —
Sungaiicola —
Synsphaeria —
Tamsiniella —
Thelidiella —
Thyridella —
Thyrotheca —
Trichospermella —
Trichosphaeropsis —
Tunstallia —
Vleugelia —
Zignoina